# Иванов, Андрей Владимирович (футболист, 1965)
Андрей Владимирович Иванов (25 июля 1965, Эмба, Казахская ССР — 23 октября 2019, Ижевск, Россия) — советский и российский футболист, нападающий.
Бо́льшую часть карьеры провёл в ижевских клубах второй советской и российской лиги и первого дивизиона России «Зенит» / «Динамо» (1985—1988, 1989—1992, 2002) и «Газовик-Газпром» (1993—1997, 1999—2002). За первый клуб сыграл 246 матчей, забил 95 голов, за второй — 197 матчей, 65 голов. В начале 1989 года сыграл два матча за дубль московского «Локомотива» и один — в Кубке Федерации футбола против «Динамо» М (1:3). 1998 год провёл во втором дивизионе в «Энергии» Чайковский.